# Новоскатовка (Омская область)
Новоска́товка — деревня в Шербакульском районе Омской области России. Входит в Екатеринославское сельское поселение.
Основана в 1906 году.
Население — 445 чел. (2010), большинство — российские немцы 

## География
Новоскатовка находится в лесостепной зоне Ишимской равнины, относящейся к Западно-Сибирской равнине. Рельеф местности равнинный. Гидрографическая сеть не развита: реки и озёр в окрестностях населённого пункта отсутствуют. Высота центра населённого пункта — 114 метров над уровнем моря. Почвы — чернозёмы остаточно-карбонатные и языковатые обыкновенные.
Деревня расположена близ государственной границы с Республикой Казахстан в 47 км от районного центра посёлка Шербакуль и 140 км от областного центра города Омск. Село Екатеринославка административный центр сельского поселения расположено в 12 км к востоку от Новоскатовки.
Климат
Климат резко континентальный, с выраженными климатическими сезонами и со значительными перепадами температур в течение года (согласно классификации климатов Кёппена — влажный континентальный климат (Dfb)). Многолетняя норма осадков — 367 мм. Наибольшее количество осадков выпадает в июле — 62 мм, наименьшее в марте — 13 мм. Среднегодовая температура положительная и составляет + 1,6 С, средняя температура самого холодного месяца января −17,2 С, самого жаркого месяца июля +19,9 С.
Часовой пояс
Новоскатовка, как и вся Омская область, находится в часовой зоне МСК+3. Смещение применяемого времени относительно UTC составляет +6:00.

## История
Основана поволжскими немцами в 1906 году на переселенческом участке Дюсембай-Чилик, Дюсен-Башен. Первые поселенцы прибыли из поволжских колоний Ягодная Поляна и Ней-Штрауб (Новоскатовка). Верующие — преимущественно лютеране. Участок, где возникла Новоскатовка, занимал площадь в 2848 десятин земли (1916). По состоянию на 1915 год действовало Министерское училище. В 1926 году организован Сельсовет. В годы коллективизации организован колхоз имени Розы Люксембург, впоследствии вошедший в состав совхоза «Екатеринославский».

## Население
| 1920 | 1926 | 1970 | 1979 | 1989 | 2010 |
| ---- | ---- | ---- | ---- | ---- | ---- |
| 632  | ↘615 | ↗980 | ↘819 | ↗863 | ↘445 |

Гендерный состав
По данным Всероссийской переписи населения 2010 года в гендерной структуре населения из 445 человек мужчин — 214, женщин — 231	(48,1 и 51,9 % соответственно)
Национальный состав
Согласно результатам переписи 2002 года, в национальной структуре населения немцы составляли 38 %, русские 34 % от общей численности населения в 675 чел..